# 希瑟·佩恩
希瑟·玛格丽特·佩恩（英語：Heather Margaret Payne；2000年1月26日—），爱尔兰共和国女子足球运动员，司职前锋和中场，目前效力于埃弗顿足球俱乐部和爱尔兰共和国国家女子足球队。她曾代表爱尔兰参加2023年国际足联女子世界杯。